# Ana Mendieta
Ana Mendieta (L'Avana, 18 novembre 1948 – New York, 8 settembre 1985) è stata un'artista cubana naturalizzata statunitense. Famosa per le performance di body art e per le sue installazioni di land art, è stata un'attivista per i diritti delle donne e degli immigrati. Otto mesi dopo aver sposato l'artista del Minimalismo americano Carl Andre, è deceduta in circostanze violente e la vicenda è ancora viva nel mondo artistico e intellettuale americano.

## Biografia
(Ana Mendieta)
Nata a L'Avana in una famiglia dell'alta borghesia contraria alla rivoluzione castrista, nel 1961, a 12 anni, venne introdotta negli Stati Uniti d'America insieme alla sorella Raquelin all'interno al programma del governo statunitense e della Chiesa cattolica denominato Operazione Peter Pan. Inizia così un pellegrinaggio tra centri di raccolta profughi (tra cui un centro di recupero per minorenni violenti a Dubuque), istituti religiosi e famiglie affidatarie. Studia al Liceo di Dubuque, nello stato dell'Iowa, e nel 1967 si iscrive all'Università dello Iowa seguendo inizialmente corsi di arte primitiva e culture indigene. Successivamente frequenta corsi di pittura, conseguendo un master in pittura e uno in arti intermediali.
Nel 1968 conosce Hans Breder, che insegna pittura alla stessa università e con cui avrà un rapporto sia artistico che sentimentale: egli infatti si occupa anche di discipline intermediali. Nel 1972 inizia la sua produzione indipendente con performance di Body art sul proprio corpo. Nel 1973, durante un viaggio in Messico, intraprende le prime esplorazioni del rapporto tra il proprio corpo e la terra in un sito archeologico precolombiano, iniziando così la serie delle Siluetas, che continuerà costruendo simulacri di sé stessa con materiali naturali (fango, terra, foglie, piume, etc). Tra il 1974 e il 1978 si reca spesso in Messico, affrontando sempre di più il rapporto tra il corpo della donna e la natura. Nel 1978 si trasferisce a New York dove diventa professoressa a contratto al College of Old Westbury e si inserisce nel circolo delle artiste della galleria e spazio di discussione femminista AIR, da cui si distacca dopo alcuni anni in polemica con un femminismo bianco e borghese.
Nel 1980, grazie ad un programma di un'organizzazione per gli scambi tra Cuba e Stati uniti, ritorna per la prima volta nella isola natia. A questo fanno seguito numerosi altri viaggi, in cui Mendieta esplora sia il territorio sia le narrazioni sugli spiriti indigeni, in particolare quelli sulle divinità femminili utilizzate dalle popolazioni locali per nominare i fenomeni naturali. Tramite il circolo di AIR entra in contatto con il fervido ambiente artistico culturale di New York e conosce l'artista del minimalismo Carl Andre.
Nel 1983 vince il "Roma Price" dell'American Academy di Roma, che comporta una residenza d'artista con studio e appartamento nella zona di Trastevere (la "Casa Rustica"). Si ferma in Italia due anni, insieme a Carl Andrè, viaggiando con la sua Volkswagen anche in Europa alla ricerca di siti preistorici. A Roma, grazie al personale dell'American Academy, entra in contatto con artigiani ed artisti che la possano supportare nei nuovi progetti: in particolare nei lavori sui tronchi e sugli scudi di legno, mai completati. Conosce l'artista Nunzio di Stefano che le suggerisce i tipi di legno da utilizzare. Con Di Stefano si reca in Abruzzo nella casa di Pasquale Liberatore per scegliere alcune essenze lignee da poter utilizzare, ed egli le suggerisce di utilizzare l'olmo, che è un'essenza tradizionale nella sua regione. Conosce inoltre Fabio Sargentini e gli artisti che ruotano intorno alla sua galleria l'Attico; in quei due anni a Roma inizia a sperimentare la tecnica dell'incisione su lastra. Il giorno del suo matrimonio con Carl Andre, avvenuto a Roma il 17 gennaio 1985, lo stampatore Romolo Bulla pubblica il volume Duetto Pietre Foglie, un lavoro a due mani con il compagno. All'Aquila, mentre tiene un corso all'Università conosce ed assume come assistente Carmine Tornincasa, che la aiuta nei lavori con i tronchi di albero presso il suo studio romano.
Alla fine dell'estate rientra a New York, e l'8 settembre muore cadendo dal suo appartamento al 34 piano durante una lite con il marito, il quale viene processato e assolto da ogni accusa. La vicenda rimane comunque controversa.

## Opere
Il lavoro di Anna Mendieta non si può semplicemente classificare come performance o body art e non ha il monumentalismo della land art: lei stessa lo definiva "earth-body sculture", soprattutto relativamente alle opere permanenti nella natura. All'inizio della sua carriera, dopo il diploma in arti intermediali, vi sono molte performance registrate attraverso fotografie e super 8 (che diventeranno lo strumento principe per registrare le sue azioni e i suoi manufatti), in cui comunque il corpo dell'artista è protagonista. Si possono individuare dei filoni tematici comuni alla sua vasta produzione, realizzata tra Messico, Cuba, Stati Uniti e Italia.

### Performance e trasformazioni del corpo
Le trasformazioni, sia fisiche che di genere o di specie portano alla luce sia il senso di violazione del corpo femminile, sia il distacco dalla patria durante l'infanzia. In Untitled (Rape performance) - Senza Titolo (Performance di uno stupro) 1973, basato su un fatto realmente avvenuto, invita amici e conoscenti dell'Università nel suo appartamento di Moffet Street ad Iowa City e si fa trovare con la porta di ingresso aperta e la vista diretta su di sé, piegata su un tavolo, con gli slip abbassati e cosparsa del proprio sangue mestruale. Il sangue ritornerà in molti altri lavori, tra cui Seating Blood - Sudorazione del sangue del 1973 in cui il sangue (animale, questa volta) sembra uscire dai suoi capelli fino a gocciolarle in volto: l'espressione anglofona sweating blood si riferisce alla difficoltà e alla fatica del lavoro di ogni tipo, compreso quello intellettuale e artistico. In Untitled (Blood Writing) del 1974 scrive con le mani la frase She got love su una serranda bianca di tipo industriale. Contemporaneamente porta avanti la sua ricerca sul corpo come oggetto da essere visto e soggetto a modelli esterni, schiacciandolo su un vetro e deformandolo, come ad esempio in Untitle (Glass on Body Imprints) del 1972 o in Facial cosmetic Variations del 1972. Inoltre anticipa la riflessione sulle discriminazioni di genere e omotransfobiche incollando sul proprio volto capelli, barba, baffi, utilizzando materiale ricevuto da amici maschi, come in Untitle (Facial air Tansplant).

### Siluetas
Sin dal primo periodo della produzione dell'artista caratterizzato anche dagli studi sulle civiltà precolombiane, e in seguito durante il viaggio in Messico e il suo primo rientro a Cuba Mendieta entra in contatto sia con le divinità primigenie, sia con le forze della Natura: "i miei lavori sono vene di scorrimento di fluido universale. Attraverso di loro si ascende a un sapere ancestrale, a credenze originarie, accumuli primordiali, ai saperi inconsapevoli che animano il mondo". Questa rivelazione di energie nascoste conduce alla creazione delle Siluetas, un genere che unisce il suo corpo, la sua sagoma (Silueta) alla Madre Terra. La prima viene realizzata proprio in Messico, nel sito archeologico di Yagul, dove una sepoltura azteca viene occupata dal suo corpo rivestito di terra e fiori. Durante il suo primo viaggio a Cuba nel 1980 entra in contatto con una popolazione indigena, i Taino (popolo), che venerano divinità femminili i cui nomi sono utilizzati per denotare i fenomeni naturali: l'anno dopo decide quindi di rendere omaggio a questo culto tracciando delle Siluetas nelle grotte del parco Jaruco, vicino a l'Avana, chiamandole Esculturas Rupestres (sculture rupestri). Le Siluetas si fondano sulla scoperta della forza della Natura e del corpo femminile come suo tramite e simulacro; in alcune lei è presenza e poi si fa assenza, diventando traccia. In questo caso i processi generativi sono molteplici e vanno dalla pietra incisa a tombe esistenti o scavate nel terreno, ad accumulo di foglie, pietre, elementi naturali che evocano la forma, fino a giungere alle ultime Siluetas con il fuoco o i fuochi di artificio che lasciano tracce bruciate. Il titolo è, come in tutti i suoi lavori, definito dal termine Untitles seguito dalla parola Siluetas, rivelando una ricerca continua e costante sul rapporto tra la materia organica (la propria, oppure quella naturale) e il tempo. Molte Siluetas sono state documentate dalle foto o dai super8 e sono rimaste solo queste testimonianze proprio perché erano state realizzate con la sabbia sulla battigia o leggermente incise su rocce, oppure anche sagome scavate nel terreno e riempite di materiale naturale deperibile.

### Vulcanos
Sempre agendo sulle Siluetas ad un certo punto inizia a creare una fessura centrale, un taglio che percorre longitudinalmente la forma, che ricorda sia la vagina, sia le fessurazioni provocate dai vulcani; è a questi fenomeni naturali, a questi respiri della Madre Terra, che Mendieta si riferisce utilizzando il fuoco o le braci che fumano per restituire l'idea di cratere. La bocca dei Vulcanos (Vulcani) è il tramite tra l'interno e l'esterno, sia letteralmente che metaforicamente e ne rimane sempre traccia anche quando il fuoco si spegne. Terra e fuoco rappresentano Madre Natura ma contemporaneamente anche la Natura rovinosa, forza generatrice ma anche distruttrice, un ossimoro che si può trovare in molte opere dell'artista, come metafora della contrapposizione tra amore e morte.

### Arquetipos Tierra
Si tratta di opere create con fango, sabbia, terra su supporti di legno: sono Siluetas ma realizzate per gli interni, con cui l'artista cerca di ricreare gli effetti di degrado e obsolescenza della superficie osservati in Natura. Le installazioni sono considerate da Mendieta come opere "false perché sento di non poter emulare la Natura". Grazie ai materiali naturali mescolati con leganti e all'evaporazione del contenuto liquido riesce ad ottenere delle texture apparentemente autentiche e biologiche. Pur essendo forme femminili con alcuni dettagli anatomici esasperati, archetipiche come la Venere di Willendorf, esse contengono numerosi segni incisi o dipinti che rimandano a culti ancestrali, come ad esempio il labirinto della vita, il segno della mano, i triangoli, forme appartenenti sia al mondo mesoamericano che alcune culture africane tra cui gli Yoruba, da lei studiate nei primi anni di Università..

### Arbol de Vida
I primi lavori sugli alberi appaiono già negli anni '70: in una diapositiva a colori da 35 mm catalogata con il titolo Documentation of a untile work from the series of Arbol de Vida (Documentazione di un lavoro senza titolo della serie Albero della Vita) o nella fotografia Arbor de la vida, 1976 l'artista si rappresenta coperta di fango addossata ad un grande albero. Il tema ritorna sotto varie forme come scavi o bruciature, ma sempre in esterno nella natura, lasciando gli alberi dove sono stati individuati o i loro tronchi caduti in posizione orizzontale. È a Roma, nel suo studio presso l'American Academy, che matura l'idea di utilizzare dei tronchi in verticale, manipolandoli ed utilizzando come totem o come scudo (Totem Grove  1983 -1985). La scelta delle essenze necessita di tempo e di confronti con altri artisti e artigiani, (Nunzio e Liberatore in primis) e alla fine opta per un olmo di Villa Sant'Angelo, il paese di Liberatore, tagliandolo a metà e per un platano, caduto nel giardino dell'Academy. Era la prima volta che la Natura prendeva spazio nel suo studio e veniva manipolata e trasformata tramite bruciature con la polvere da sparo per diventare un artefatto, da esporre verticalmente. Le forme generate appartengono sempre al mondo naturale, come rami o foglie., ma vengono esposte in galleria, spostando il naturale nell'artificiale. Durante le interviste romane della nipote Raquel Cecilia Mendieta per la realizzazione del documentario Itali-Ana, Mendieta in Rome, emerge per la prima volta l'informazione che l'artista volesse creare con uno di questi tronchi uno scudo, scolpendo una impugnatura nel tronco scavato; in realtà questo dettaglio realizzato effettivamente venne poi eliminato dalla stessa Mendieta. Non aveva bisogno di scudi, lei si era resa conto che l'impugnatura non era necessaria.

## Mostre personali in Europa
- Dopo Ana Mendieta, Expo 2001 Galerie Lelong, Zurigo, 29 maggio -31 luglio 2001
- Ana Mendieta. She Got Love. Museo d'arte contemporanea del castello di Rivoli, 29 gennaio 2013 - 16 giugno 2013[26]
- * Ana Mendieta: Sorgente, Galleria Raffaella Cortese, Milano 2019
- Ana Mendieta.Aux commencements. Museo di arte contemporanea MOCO Panacée, Montpellier, 3 giugno - 17 settembre 2023
- Ana Mendieta. En búsqueda del origen. Museo di arte contemporanea della Castiglia e Leon  MUSAC, su musac.es. dal 27 gennaio 2024 al 19 maggio 2024[27]